# Mont Kaishan
Le mont Kaishan est une colline située au nord de Wang Chau, dans le district de Yuen Long à Hong Kong, qui culmine à une altitude de 121 mètres. Il sépare le parc industriel de Yuen Long de la ville nouvelle de Tin Shui Wai.
Les visiteurs peuvent prendre une petite route située à côté de la station du parc immobilier résidentiel de Long Ping afin de se diriger vers la colline. Bien qu'elle ne soit pas élevée, elle offre un panorama intéressant puisqu'il est possible d'apercevoir des zones telles que celles de Tsim Pei Tsui et Nam Sang Wai où sont concentrés de nombreux plans d'eau.

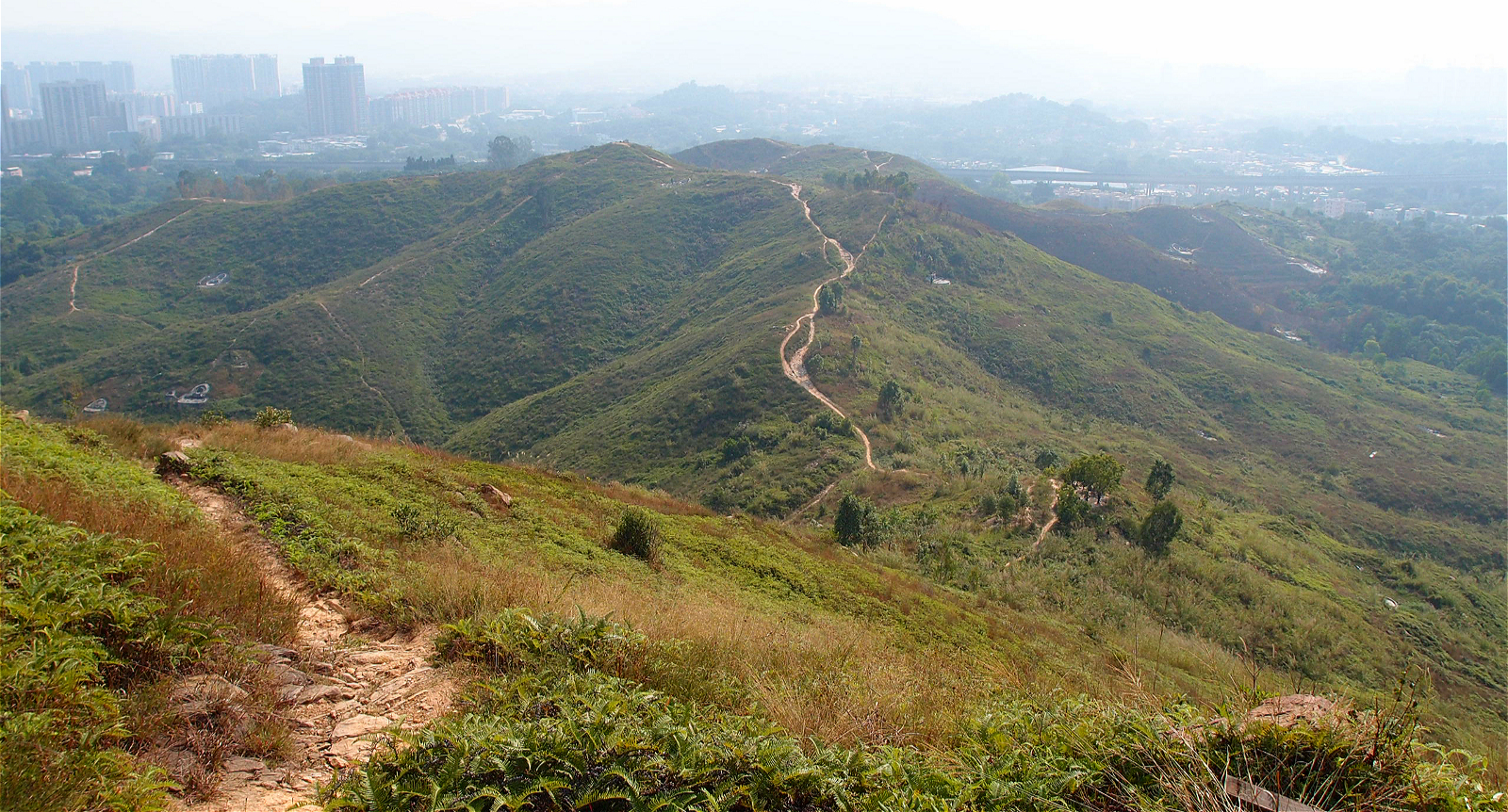
Vue de la crête sud du mont Kaishan depuis le sommet.
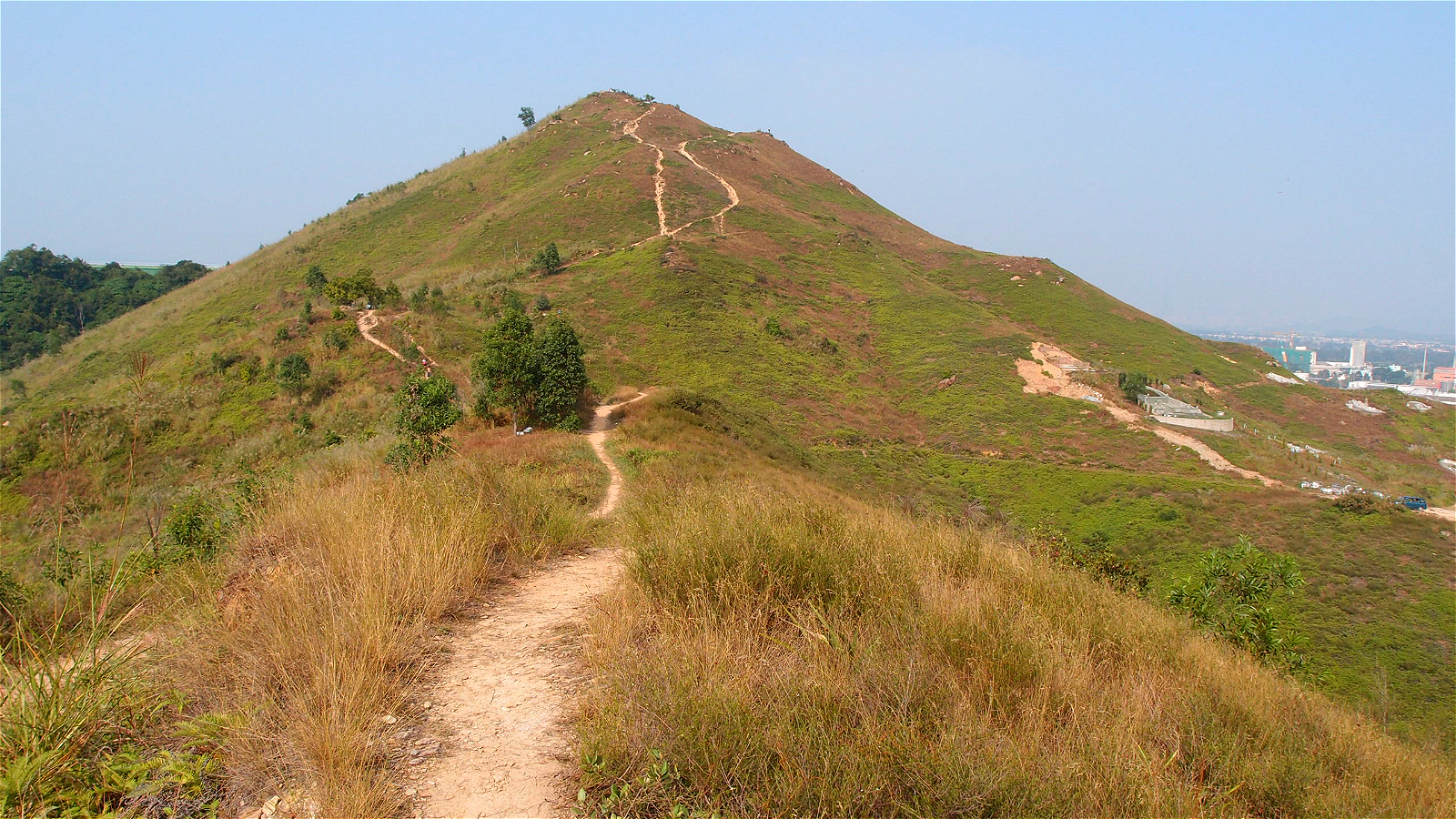
Vue de la crête sud du mont Kaishan.
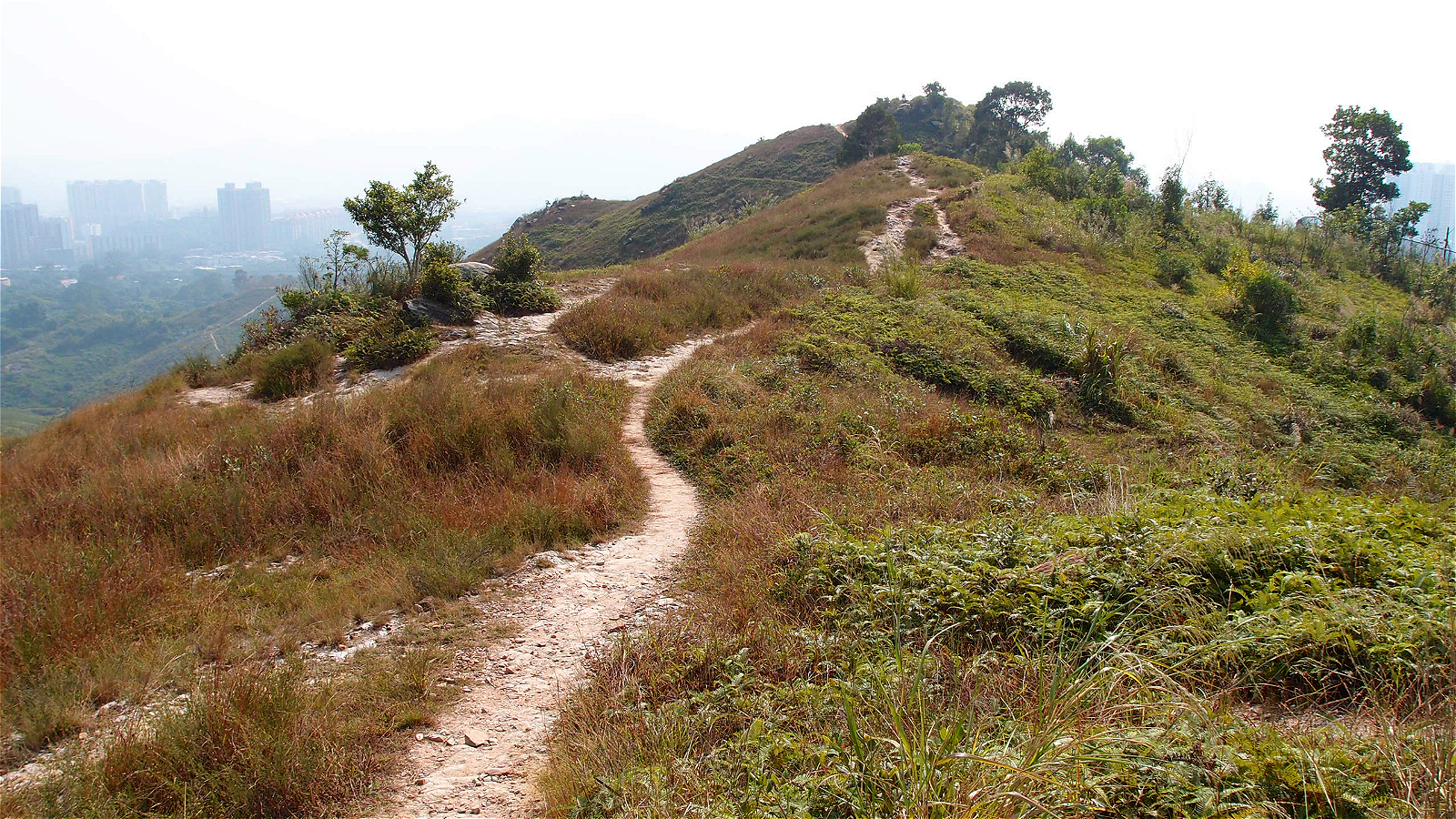
Vue de la crête nord du mont Kaishan.